# Ананке (спутник)
Ана́нке (от др.-греч. Ἀνάγκη) — нерегулярный спутник Юпитера, известный также как Юпитер XII.

## Открытие
Был обнаружен 28 сентября 1951 года астрономом Сетом Барнс Николсоном в обсерватории Маунт-Вилсон Калифорния. Официальное название получил в 1975 году в честь возлюбленной Зевса из греческой мифологии.

## Орбита
Ананке совершает полный оборот вокруг Юпитера на расстоянии в среднем 21 280 000 км за 629 дней, 18 часов и 29 минут. Орбита имеет эксцентриситет 0,2435. Наклон ретроградной орбиты к локальной плоскости Лапласа 148,9°. Ананке дал название группе спутников, вращающихся по схожим орбитам вокруг Юпитера.

## Физические характеристики
Диаметр Ананке составляет около 28 км. Плотность оценивается 2,6 г/см³. Спутник состоит предположительно из преимущественно силикатных пород. Очень тёмная поверхность имеет альбедо 0,04. Звёздная величина равна 18,8m.